# Estação Sainte Teresa
Sainte Teresa (em árabe: روض الفرج) é uma das estações linha 2 do metro do Cairo, no Egipto.

## Construção

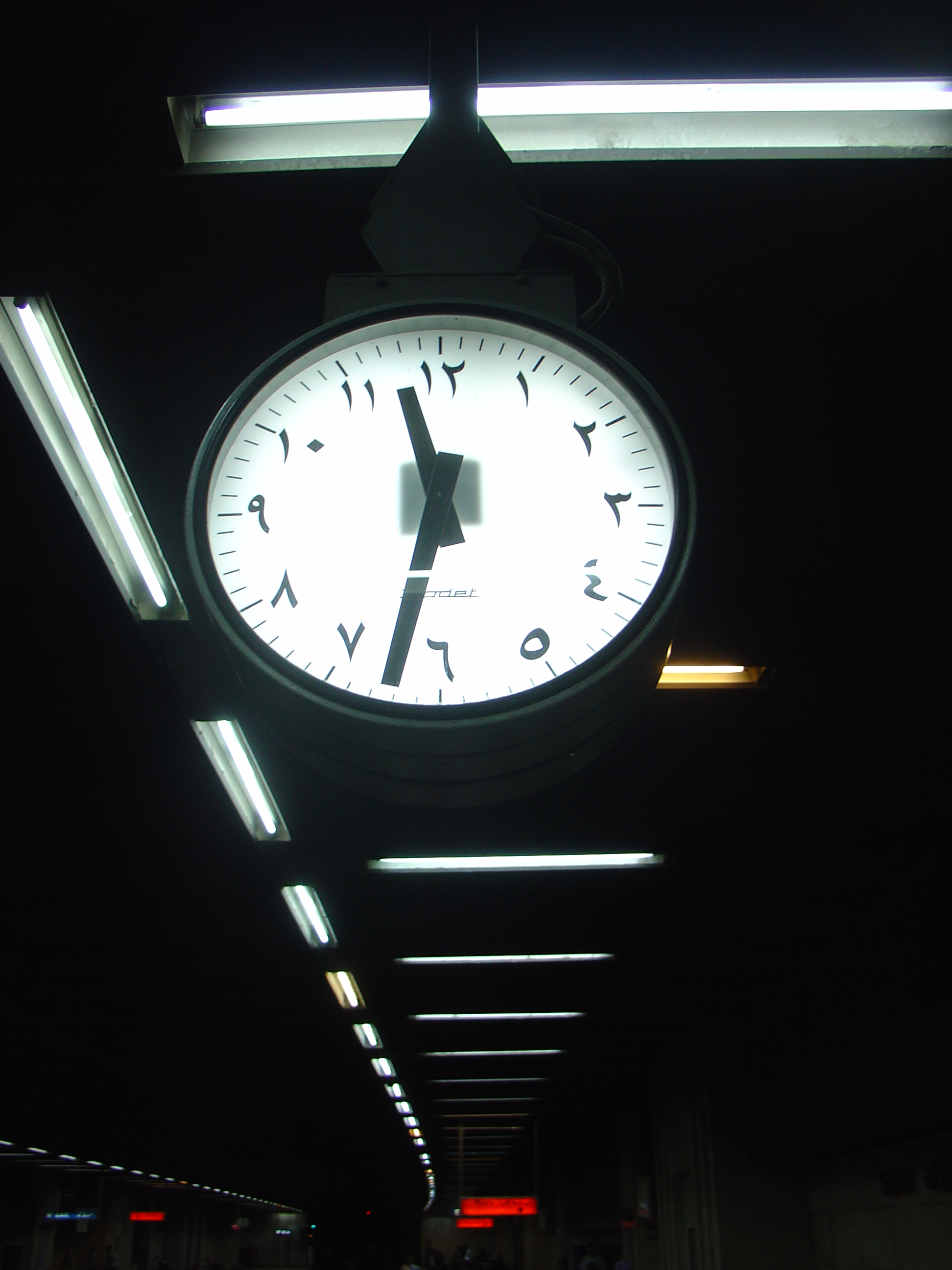
Relógio árabe no metrô do Cairo

A construção da estação foi precedida por estudos tridimensionais detalhados que ajudaram na definição do faseamento das obras.

### Poluição sonora na estação
A avaliação de ruído dentro do metrô metropolitano da Grande Cairo, nas estações subterrâneas da Linha 2, foram consideradas inadequadas segundo estudo e medições realizadas em 2004 nesta estação.

## Arte no metrô
A estação tem o nome da igreja localizada nas proximidades. O artista egípcio artista Sami Rafee aplicou o desenho na parade da plataforma de embarque representando dois corações, que expressam o forte vínculo entre muçulmanos e cristãos.